# قائمة الاحتجاجات المؤيدة لفلسطين في الجامعات في كاليفورنيا 2024
هذه قائمة الاحتجاجات المؤيدة للفلسطينيين في الحرم الجامعي في كاليفورنيا في عام 2024 منذ اندلاع الاحتجاجات في حرم جامعة كولومبيا في السابع عشر من أبريل، اتسعت رقعة الاحتجاجات لتشمل العديد من الجامعات الأخرى خلال الأسبوع التالي. شمل ذلك جامعة كال بولي هومبولت،  وجامعة كاليفورنيا في بيركلي،  وجامعة جنوب كاليفورنيا. وفي الخامس والعشرين من أبريل، توسعت نطاق الاعتصامات والاحتجاجات لتشمل جامعة كاليفورنيا،  وجامعة كاليفورنيا في سانتا باربرا،  وجامعة كاليفورنيا في إيرفين،  وستانفورد،  وجامعة ولاية سونوما. وفي التاسع والعشرين من أبريل، أقيمت مخيمات احتجاجية في جامعة سان فرانسيسكو الحكومية، وولاية سكرامنتو، وجامعة كاليفورنيا في ريفرسايد،  وكلية أوكسيدنتال. كما امتدت الاحتجاجات إلى جامعة كاليفورنيا في سان دييغو وجامعة سان فرانسيسكو في الثلاثين من أبريل.
في شهر مايو أعلنت "نقابة عمال السيارات المحلية 4811" عن إضراب ضد نظام جامعة كاليفورنيا، احتجاجًا على ممارسات العمل غير الآمنة وانتهاكات الحقوق المدنية التي يتعرض لها طلاب الدراسات العليا الذين تمثلهم النقابة.

## خلفية
الاحتجاجات الجامعية المؤيدة لفلسطين او الاحتجاجات الجامعية المتضمانه مع فلسطين، هي موجه من الاحتجاجات الطلابية المؤيدة لفلسطين  شهدتها مختلف الجامعات عبر العالم،بدأت هذه الاحتجاجات بعد فترة قصيرة من بدء الحرب الفلسطينية الإسرائيلية في عام 2023. وازدادت حدَّة الاحتجاجات المؤيدة للقضية الفلسطينية في الجامعات الأمريكية خلال أبريل عام 2024، مع إنتشار تحقيقات حول جرائم حرب يزعم ان الجيش الإسرائيلي ارتكبها، وتزامنا مع جلسات محاكم العدل الدوليه بخصوص قطاع غزه وقتها. انتشرت في الولايات المتحدة وبعض الدول الأخرى، كجزء من احتجاجات أوسع على الحرب الإسرائيلية على قطاع غزة، طالب فيها المتظاهرون بسحب استثمارات الجامعة من إسرائيل بسبب الإبادة الجماعية ضد الشعب الفلسطيني إضافه الى وقف السياسات الداعمه لإسرائيل وقطع العلاقات بالمؤوسات الاسرائيليه المتورطه في الإبادة الجماعيه.

## جامعة كاليفورنيا
في 15 مايو صوت أعضاء "نقابة عمال السيارات المحلية 4811" الذين يمثلون 48 ألف طالب دراسات عليا في عشر جامعات تابعة لنظام جامعة كاليفورنيا، لصالح السماح بالإضراب بسبب تغيير الجامعة للسياسات بطريقة غير عادلة وتمييزية ضد الطلاب الذين يمارسون حقهم في حرية التعبير، وكذلك خلق بيئة عمل غير آمنة من خلال السماح بالهجمات على المتظاهرين. ولا يضمن هذا التفويض بالإضراب إضرابًا بالفعل، لكنه يسمح للمجلس التنفيذي بالدعوة إلى الإضراب في أي وقت.
بدأت أول موجة إضراب من هذا القبيل في 20 مايو في جامعة كاليفورنيا سانتا كروز، حيث أضرب العاملون الأكاديميون عن العمل بشأن قضايا الممارسات العمالية، ورد الشرطة على الاحتجاجات، واعتقال أعضاء النقابة المشاركين في الاحتجاجات. تقدمت الجامعة بطلب إلى مجلس العمل بالولاية لإصدار أمر قضائي ضد الإضراب، إلا أنه رُفض في تاريخ 23 مايو. بدأت الموجة الثانية من الإضرابات في الأسبوع الثاني من شهر مايو في جامعة كاليفورنيا في دافيس وجامعة كاليفورنيا في لوس أنجلوس. ومن المقرر أن تبدأ الموجة الثالثة والأخيرة للإضراب في الثالث من يونيو في جامعة كاليفورنيا في سان دييغو، وجامعة كاليفورنيا في سانتا باربرا، وجامعة كاليفورنيا في إيرفين.

### جامعة كاليفورنيا في بيركلي
نصب الطلاب المتظاهرون خيامهم في "ساحة سبرول بلازا" في جامعة كاليفورنيا ببركلي، معلنين عزمهم البقاء حتى تقطع الجامعة علاقاتها مع الشركات المشاركة في الحرب. وتعهد مسؤولو الجامعة بإبعاد المتظاهرين الذين نصبوا الخيام أو "أعاقوا النشاط الأكاديمي" بالقوة. وفي 14 مايو فكك المتظاهرون المخيم بعد التوصل إلى اتفاق مع المستشارة كارول كريست لبدء الجهود لتأمين وقف دائم لإطلاق النار.
في الخامس عشر من مايو نصب المتظاهرون خيامهم في مبنى مهجور في مجمع آنا هيد الجامعي. وفي السادس عشر من مايو أيار اعتقلت الشرطة نحو اثنا عشر متظاهرًا،  وكان المبنى الذي نصب عليه المخيم قد شيد قبل 130 عام، مما أثار مخاوف لدى أحد أعضاء جمعية الحفاظ المحلية من احتمال تعرضه لأضرار لا يمكن إصلاحها.

### جامعة كاليفورنيا في دافيس
في الأول من مايو نُظمت مظاهرة في جامعة كاليفورنيا في دافيس،  ثم أقام المتظاهرون مخيمًا في الجامعة في السادس من الشهر ذاته،  وفي التاسع والعشرين من مايو نظم الأكاديميون المنتمون لنقابة عمال السيارات المحلية 4811 إضرابًا كجزء من الإضراب العام في جميع أنحاء نظام جامعة كاليفورنيا.

### جامعة كاليفورنيا في ايرفين
في الخامس والعشرين من أبريل نُظمت مسيرة احتجاجية في جامعة كاليفورنيا، إرفاين، أعقبها مخيمٌ في التاسع والعشرين من أبريل. وفي الخامس عشر من مايو، اعتقلت الشرطة أكثر من أربعين متظاهرًا بعد احتلالهم لقاعة محاضرات لفترة وجيزة. وفككت الشرطة مخيم التضامن وفي اليوم التالي توقفت الحصص الجامعية.

### جامعة كاليفورنيا لوس أنجلس

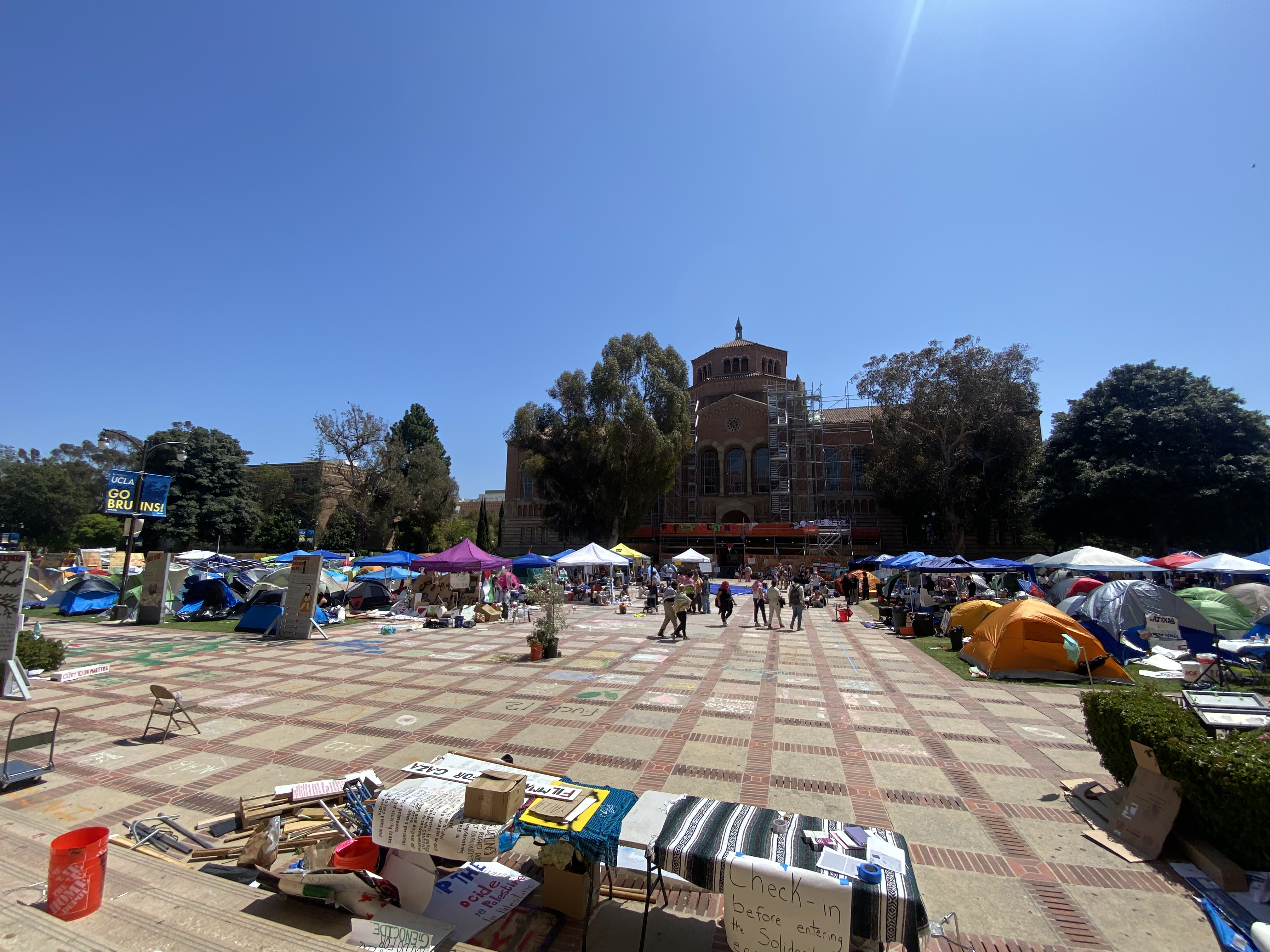
مخيم مؤيد للفلسطينيين في جامعة كاليفورنيا يتطلع نحو مكتبة باول من قاعة رويس في 30 أبريل 2024

في 25 أبريل أقام فرع جامعة كاليفورنيا في لوس أنجلوس مخيمًا للتضامن مع غزة بين مكتبة باول ورويس هول. أشارت منشورات التواصل الاجتماعي التي تعلن عن المخيم بشكل مباشر إلى الاعتقالات في جامعة جنوب كاليفورنيا، وقد أظهرت لقطات جوية ما يقارب العشرين خيمة ومئات المتظاهرين. وفي 28 أبريل وقعت اشتباكاتٌ بين المتظاهرين المؤيدين للفلسطينيين والمؤيدين لإسرائيل خلال تجمع "قف معنا" في الحرم الجامعي،  وهو احتجاج نظّمه المجلس الإسرائيلي الأمريكي. وفي 29 أبريل ألقى متظاهرون مضادون الفئران الحية على المخيم. ردًا على هذا الهجوم طالب مجلس العلاقات الأمريكية الإسلامية إدارة جامعة كاليفورنيا بالتحقيق في الحادثة باعتبارها جريمة كراهية.
في صباح الأول من مايو، هاجم متظاهرون مؤيدون لإسرائيل من خارج الحرم الجامعي حاجز المتظاهرين المؤيدين للفلسطينيين، في محاولة لهدم المخيم. ضمت المجموعة أشخاصًا يحملون العصي والأعمدة والأسوار المعدنية. واستخدمت المجموعة أيضًا الألعاب النارية ورذاذ الفلفل ورذاذ الدب أثناء الهجوم. سمحت شرطة لوس أنجلوس بهذه الهجمات على المخيم من قبل المتظاهرين المضادين لمدة أربع ساعات قبل التدخل. وخلال الهجوم رددت المجموعة المؤيدة لإسرائيل عبارة "النكبة الثانية"، في إشارة إلى طرد القوات الإسرائيلية للفلسطينيين من منازلهم عام 1948. وفي اليوم التالي، فككت الشرطة المخيم، واعتقلت 132 متظاهرًا وأطلقت الرصاص المطاطي على العديد من المتظاهرين من مسافة قريبة. في الثامن والعشرين من مايو انضم العاملون الأكاديميون في جامعة كاليفورنيا إلى الإضراب المستمر على مستوى نظام جامعة كاليفورنيا.

### جامعة كاليفورنيا ميرسيد
في 3 مايو عقد طلابٌ من جامعة كاليفورنيا في ميرسد، فعالية لكتابة رسائل موجهة إلى حكام جامعة كاليفورنيا للاحتجاج على معارضتهم للقضية الفلسطينية. وفي الثاني عشر من مايو، أقام منظمو برنامج "SJP" الطلابي في جامعة كاليفورنيا في ميرسد مخيمًا تحسبًا لاجتماع حكام جامعة كاليفورنيا في الجامعة. وفي الخامس عشر من مايو خلال اليوم الثاني من اجتماع المجلس، انضم إلى الطلاب طلاب من جامعة كاليفورنيا، بركلي، جنبًا إلى جنب مع مجموعات أخرى من منطقة خليج سان فرانسيسكو، ليصل إجمالي المخيم إلى أكثر من 100 شخص. وفي السادس عشر من مايو، التقى ستة من أعضاء مجلس الأمناء مع المتظاهرين في مخيم الطلاب لمناقشة سحب الاستثمارات من الشركات التي لها علاقات مع إسرائيل.

### جامعة كاليفورنيا ريفرسايد

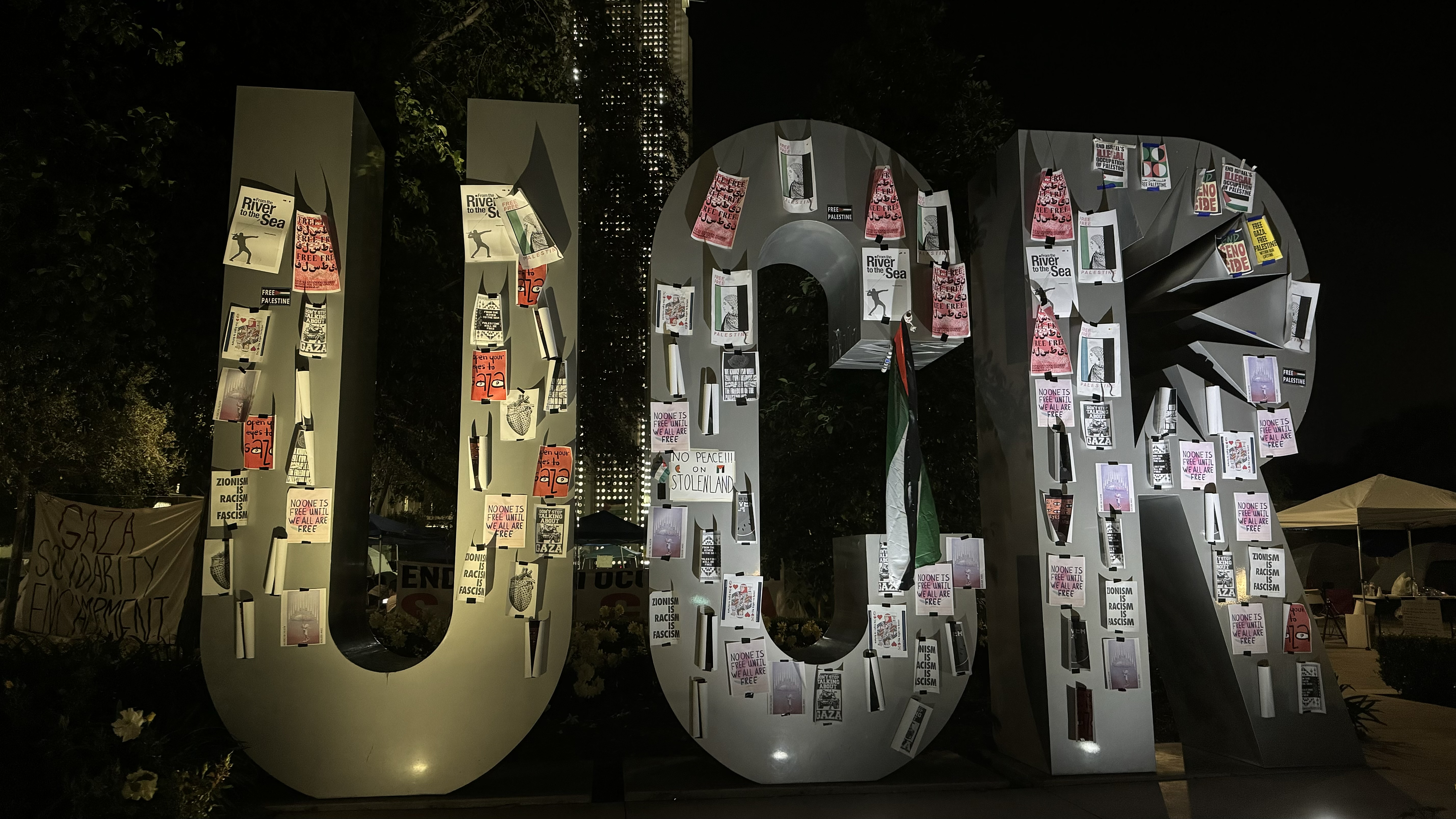
تمثال UCR في جامعة كاليفورنيا في ريفرسايد مزين برموز مؤيدة لفلسطين ومعادية للصهيونية

في 29 أبريل أقيمت المخيمات في جامعة كاليفورنيا، ريفرسايد،  وفي الثالث من مايو، أعلنت جامعة كاليفورنيا في ريفرسايد أنها ستشكل فريق عمل لاستكشاف إزالة وقف الجامعة من مكتب استثمارات جامعة كاليفورنيا مع النظر في الشركات المشاركة في تصنيع الأسلحة وتسليمها وتقديم تقرير إلى مجلس أمناء الجامعة بحلول نهاية الربع شتاء 2025. وأعلنت الجامعة أيضًا أن كلية إدارة الأعمال التابعة لها ستنهي رحلاتها إلى إسرائيل، وأن الجامعة ستقوم بتعديل عملية الموافقة على جميع برامج الدراسة في الخارج لضمان امتثالها لسياسات الجامعة المناهضة للتمييز. وفي المقابل وافق منظمو الاحتجاج على إنهاء احتلال المنطقة المحيطة ببرج الجرس بحلول منتصف الليل.

### جامعة كاليفورنيا في سان دييغو

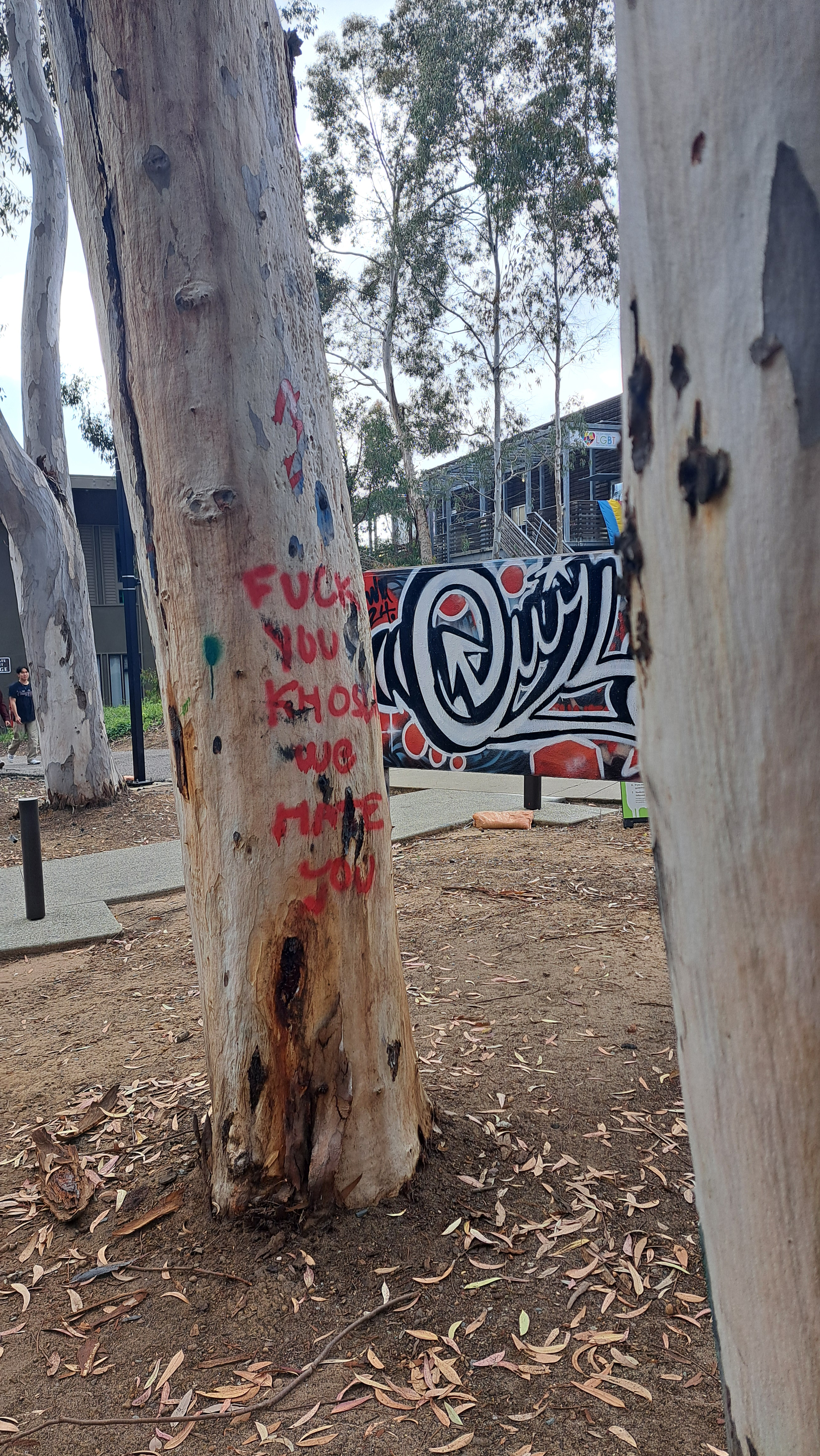
كتابات على الجدران تشير إلى المستشار خوسلا بالقرب من مركز الأسعار في جامعة كاليفورنيا سان دييغو.

تم إنشاء مخيم في حرم جامعة كاليفورنيا بسان دييغو في 1 مايو. وبعد خمسة أيام قامت فرقة مكونة من أكثر من مئة فرد من ضباط الشرطة بتفكيك المخيم، وتوقيف ما لا يقل عن أربعة وستين شخصًا. وقد تم إيقاف الطلبة المشاركين في هذه الجماعة مباشرة. وبعد ظهر ذلك اليوم تجمع عدد كبير من المحتجين في "برايس سنتر" داخل الحرم الجامعي. كما شهدت المدينة تجمع المئات من المحتجين الذين طالبوا بالإفراج عن الطلبة المعتقلين خارج سجن مقاطعة سان دييغو. وفي الثامن من مايو شارك الآلاف من طلبة جامعة كاليفورنيا بسان دييغو في اعتصام احتجاجي ضد توقيف الأشخاص الأربعة والستين خلال عملية تفكيك المخيم التي وقعت قبل بضعة أيام. وتجول أكثر من مئة محتج في الشوارع واتجهوا نحو مسكن مستشار الجامعة براديب خوسلا الواقع خارج الحرم الجامعي.
استضافت منظمة تدعى "تريتونز من أجل إسرائيل" خطابًا ألقاه مصعب حسن يوسف، وهو جاسوس سري إسرائيلي سابق، وذلك في جامعة كاليفورنيا بسان دييغو في 13 مايو. وعلى الرغم من إدانة العديد من القيادات الدينية - بما فيهم إمام المركز الإسلامي في سان دييغو - لهذا المتحدث بسبب ظاهرة رهاب الإسلام (الإسلاموفوبيا)، إلا أن جامعة كاليفورنيا بسان دييغو ذكرت أنها لا تؤيد فكرة الإسلاموفوبيا أو معاداة السامية، ولكنها في ذات الوقت لا يمكنها فرض رقابة أو حظر على الجماعات المختلفة نظرًا للتعديل الدستوري الأول.
في الخامس عشر من مايو جاب مئات الأفراد أرجاء جامعة كاليفورنيا بسان دييغو لإحياء الذكرى السادسة والسبعين للنكبة، التي تشير إلى عمليات التهجير والإبادة الجماعية التي تعرض لها الشعب الفلسطيني بعيد الإعلان الرسمي لقيام دولة إسرائيل. وفي اليوم التالي حاول مجموعة من أساتذة جامعة سان دييغو تقديم إلتماسين رسميين إلى رئيس الجامعة براديب خوسلا، حيث طالب الإلتماس الأول بإصدار عفو عن الطلبة الموقوفين جراء الأحداث الأخيرة، بينما عارض الثاني موقف الجامعة الذي يصف المخيمين بأنهم قاموا بأعمال عنف، بالإضافة إلى تأكيدهم على أن معظم المخيمين ليسوا من مثيري الشغب الخارجيين وأنهم لم يعرقلوا سير الاحتجاجات الأخرى التي كانت تتم بالقرب منهم. وللأسف، لم يُسمح لهؤلاء الأساتذة بالدخول إلى المبنى الذي يعتقد وجود مكتب رئيس الجامعة بداخله.

### جامعة كاليفورنيا سان فرانسيسكو
أقام متظاهرون مخيم احتجاجي أمام مكتبة جامعة كاليفورنيا، سان فرانسيسكو. وفي الثامن عشر من مايو قالت الجامعة إن المخيم قد أزيل.

### جامعة كاليفورنيا في سانتا باربرا
شهدت جامعة كاليفورنيا في سانتا باربرا، سلسلة من الاحتجاجات خلال شهري أبريل ومايو. ففي 25 أبريل احتلّ مئات الأشخاص مبنى إداريًا داخل الحرم الجامعي، وقاموا بنصب الخيام داخله، مع تأكيد أحد المنظمين على عدم وجود نية لإشغال المبنى فعليًا. وقد غابَ التواجد الأمني عن موقع الاحتجاج. وفي الثالث عشر من مايو نُظّم احتجاجٌ آخر أمام مكتبة باسيو ويست، وبحلول الرابع عشر من مايو كان لا يزال هناك 105 خيمةً قائمةً في مخيمٍ مُقام بين مبنى نورث هول ومكتبة ديفيدسون.
في تطورٍ لافت تقدّمت رئيسة الحكومة الطلابية في الخامس عشر من مايو، بشكوى رسمية إلى مكتب الحقوق المدنية التابع لوزارة التعليم الأمريكية، مُدعيةً التعرض لـ "مضايقات وتنمّر شديدَين ومستمرَّين ذاتَي طبيعة معادية للـسّامية داخل الحرم الجامعي" من قِبَلِ زملائها بسبب أصلها اليهودي.

### جامعة كاليفورنيا سانتا كروز
في الأول من شهر مايو، نظّم طلاب جامعة كاليفورنيا في سانتا كروز احتجاج يؤيّد إصلاح ممارسات العمل، بينما نُظم احتجاج آخر يدعو الجامعة إلى سحب استثماراتها من إسرائيل، وسرعان ما اندمج الاحتجاجان في احتجاج واحد انتهى بإقامة مخيم قرب المكتبة داخل الحرم الجامعي. في العاشر من مايو أعلن طلاب مخيم التضامن مع غزة الذي دام عشرة أيام في "كواري بلازا" بحرم الجامعة أن المفاوضات مع الإدارة الجامعية لسحب الاستثمارات طويلة الأجل من إسرائيل قد فشلت، وأنهم يستعدون لمواجهة عنف الشرطة.
في 17 مايو أصدر "اتحاد عمال السيارات المتحدون 4811" بيانًا أفاد فيه بأن نحو 2000 من عمالهم في جامعة كاليفورنيا سانتا كروز سيبدأون إضرابًا اعتبارًا من يوم الاثنين التالي، وذلك احتجاجًا على الانتهاكات المزعومة لحقوق الطلاب في حرية التعبير، بالإضافة إلى ممارسات العمل غير العادلة. وكان عمال الجامعة أول من نفذ هذا الإضراب في العشرين من مايو. وفي اليوم التالي قامت شرطة مكافحة الشغب بتفريق مخيم التضامن واعتقلت حوالي ثمانين متظاهرًا.

## جامعة كاليفورنيا الولائية

### جامعة كاليفورنيا متعددة التقنيات
أغلقت جامعة كاليفورنيا الحكومية متعددة التقنيات، فرع هومبولت في شمال كاليفورنيا أبوابها بتاريخ 22 أبريل عقب احتلال الطلاب لإحدى مباني الجامعة وإغلاق مدخلها. ثم أغلقت الجامعة الحرم الجامعي بشكل كامل في 26 أبريل وحتى نهاية الفصل الدراسي. وفي الأول من مايو شارك نحو 70 شخصًا في وقفة احتجاجية في فرع سان لويس أوبيسبو. كما نظم أكثر من مئة طالب وعضو هيئة تدريس وموظف إضرابًا واحتجاجًا آخر في ساحة دكستر لون في التاسع من مايو مطالبين بوقف إطلاق النار وسحب الاستثمارات. وأعلن المحتجون قائمة مطالب تتألف من 25 صفحة. ونظمت احتجاجات مماثلة في جامعة كاليفورنيا الحكومية المتعددة التقنيات فرع بومونا في 29 أبريل.

### بيكرسفيلد
أقيمت مسيرة في جامعة ولاية كاليفورنيا في بيكرسفيلد في 8 مايو. وقبل الاحتجاج وقفت طالبة دكتوراه وحيدة أمام الطلبة وهي تحمل العلم الفلسطيني حتى بدأ حشد من الناس يتجمعون حولها.

### جزر القنال
نصب المتظاهرون مخيم احتجاجي جامعة ولاية كاليفورنيا في جزر القنال في 13 مايو 

### فوليرتون
في التاسع والعشرين من أبريل، نَظَّمَت منظمة "طلاب من أجل العدالة في فلسطين" في جامعة ولاية كاليفورنيا في فوليرتون احتجاجات. وذلك بعد أسبوع من اعتماد الهيئة الحكومية للطلاب المنتمين إلى "جامعة ولاية كاليفورنيا في فوليرتون" بالإجماع قرارًا يدعو إلى وقف إطلاق النار في غزة. وفي اليوم التالي، أُقيمت فعالية أخرى نَظَّمَتْها "مسيحيون فلسطينيون من أجل العدالة" في البلدة المجاورة.
وفي الثامن من مايو، نَظَّمَت "تيتان واي دي إس أيه" المزيد من الاحتجاجات. وفي اليوم التالي عَقَدَت طلاب من أجل العدالة في فلسطين جلسة مجتمعية طوال اليوم. وأدت احتجاجات تيتان واي دي إس أيه إلى قيام إدارة الجامعة بإرسال بريد إلكتروني يُفيد بأنها لن تسعى إلى سحب الاستثمارات.

### لونغ بيتش
في 2 مايو نظم المئات مسيرة احتجاجية في جامعة كاليفورنيا الحكومية في لونغ بيتش. وأعادوا تسمية أحد المباني الإدارية على اسم الكاتب الفلسطيني رفعت العرعيرالذي قُتل في غارة جوية إسرائيلية في ديسمبر.

### لوس أنجلوس
في الأول من مايو، نُظمت احتجاجات في جامعة ولاية كاليفورنيا بلوس أنجلوس تضامنًا مع فلسطين وإحياًء ليوم العمال العالمي. وقد التقت رئيسة الجامعة، بيرينيسيا إيانيس، برفقة عدد من مسؤولي الجامعة، بالمتظاهرين في 16 مايو لمناقشة مطالبهم بزيادة الشفافية فيما يتعلق باستثمارات الجامعة.

### خليج مونتيري
أما في جامعة ولاية كاليفورنيا بخليج مونتيري، فقد شهدت الحرم الجامعي في 6 مايو احتجاجًا شارك فيه حوالي 50 متظاهرًا،  جابوا أرجاءه لمدة 45 دقيقة على متن دراجات رباعية وهم يرتدون الكوفية الفلسطينية، مطالبين بإجراء تحقيق في معهد بانيتا للسياسة العامة ومقره الحرم الجامعي. وجاءت هذه المطالبات على الرغم من نفي ليون بانيتا وزير الدفاع الأمريكي السابق ومؤسس المعهد، لأي علاقة للمعهد بوزارة الدفاع.

### نورث ردج
في جامعة ولاية كاليفورنيا بنورث ردج، انطلقت في الأول من مايو احتجاجات تضامنية مع فلسطين واحتفاًء بيوم العمال العالمي. وقد شارك في هذه الاحتجاجات الموسيقي والناشط اليساري توم موريلو، حيث قدم عروضًا فنية للطلبة.

### سان بيرنادينو
شهدت جامعة ولاية كاليفورنيا بسان برناردينو احتجاجات مماثلة في 2 مايو.

### سان ماركوس
في جامعة ولاية كاليفورنيا بسان ماركوس، نظم ما يقارب 200 متظاهر مسيرة أمام مكتبة كيلوغ في 29 أبريل. وتلتها مسيرة أخرى في 9 مايو نظمها طلاب يناصرون العدالة في فلسطين. وقد حاول متظاهرون معارضون لإسرائيل التصدي للمجموعة المؤيدة للفلسطينيين، إلا أن الطرفين تجنبا الاحتكاك واختتم التجمع بسلام.

### تشيكو
في 1 مايو، نُظِّمت احتجاجاتٌ في جامعة كاليفورنيا الولائية في تشيكو، دعمًا لفلسطين وليوم العمال العالمي. وفي 6 مايو نظّم طلاب من أجل العدالة في فلسطين وبعض المنظمات الطلابية الأخرى مسيرةً وتدريسًا في الحرم الجامعي. وفي 9 مايو أصدر مجلس الشيوخ الأكاديمي لولاية تشيكو قرارين يدعوان إلى وقف إطلاق النار في فلسطين.

### فريسنو
في الأول من مايو، نُظِّمت احتجاجاتٌ في جامعة ولاية كاليفورنيا في فريسنو، دعمًا لفلسطين وليوم العمال العالمي. وفي 3 مايو نظّم حوالي 250 شخصًا اعتصامًا احتجاجيًا في حديقة السلام في ولاية فريسنو، نظّمته منظمة طلاب من أجل تحرير فلسطين.

### سكرامنتو
في 29 أبريل أُقيمت مخيماتٌ في جامعة ولاية كاليفورنيا في ساكرامنتو. وأعلن حاكم ولاية ساكرامنتو أنه على الرغم من عدم وجود أي استثماراتٍ لديهم حاليًا تستفيد من الإبادة الجماعية، إلا أنهم سيقومون بإجراء مراجعة سنوية لمثل هذه الاستثمارات في المستقبل. وسُمِح للطلاب بالبقاء في المخيم حتى منتصف ليل 8 مايو،  وفي 17 مايو أنهى المتظاهرون مخيمًا استمر ثمانية أيام بعد إجراء مفاوضات مع الإدارة. ولم يكشف وود على الفور عن شروط الاتفاقية، مشيرًا إلى انشغاله بحفل البدء القادم.

### سان دييغو

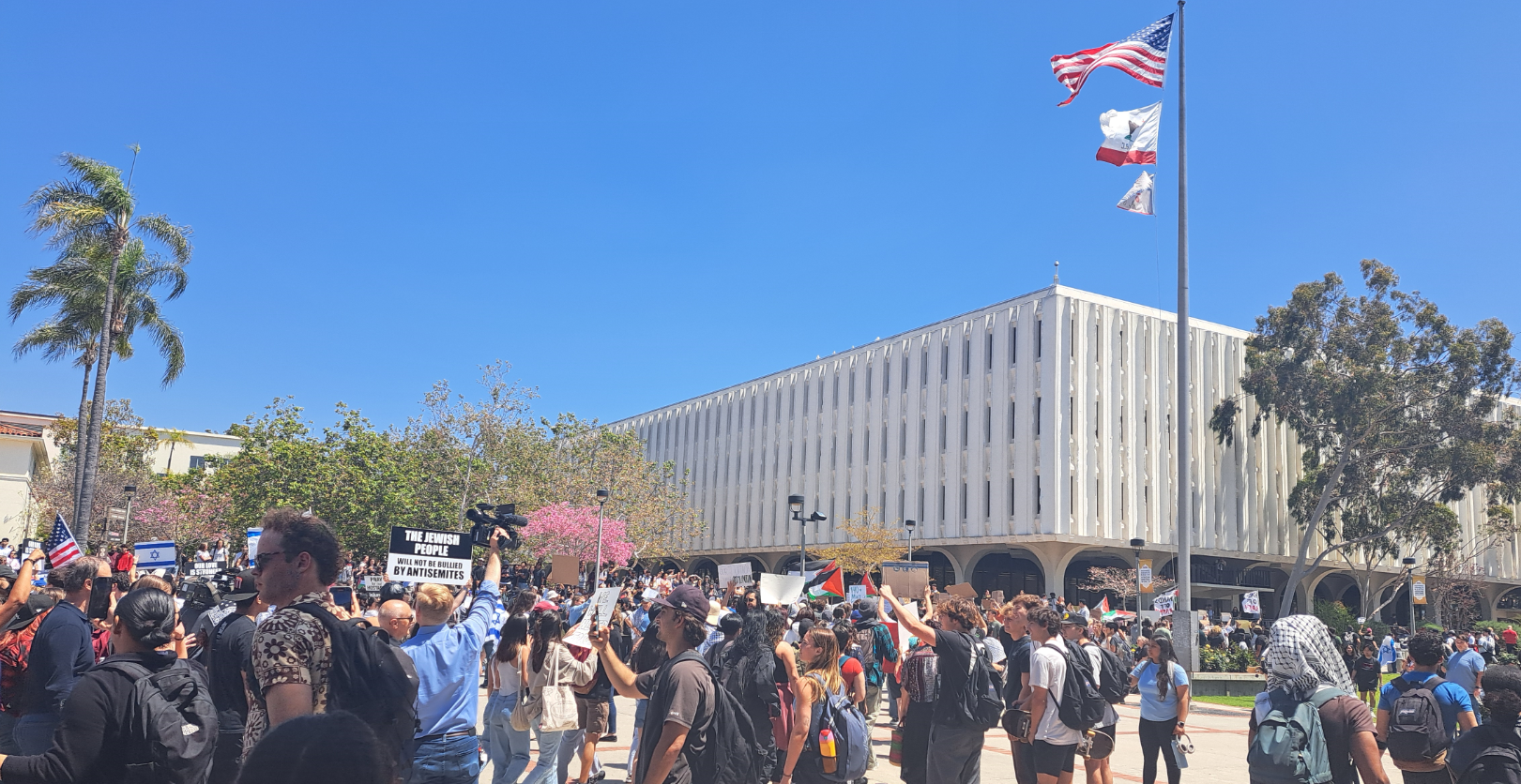
مؤيدون للفلسطينيين يسيرون وسط متظاهرين مناهضين لهم في جامعة سان دييغو الحكومية.

في 30 أبريل، نظّم طلاب من أجل العدالة في فلسطين إضرابًا في جامعة سان دييغو الحكومية للاحتجاج على الإنفاق على "شركات الأسلحة التي تقتل الفلسطينيين". واحتشد حوالي ألف شخص بالقرب من قاعة هيبنر وساروا إلى اتحاد الطلاب دون وقوع أي حادث.

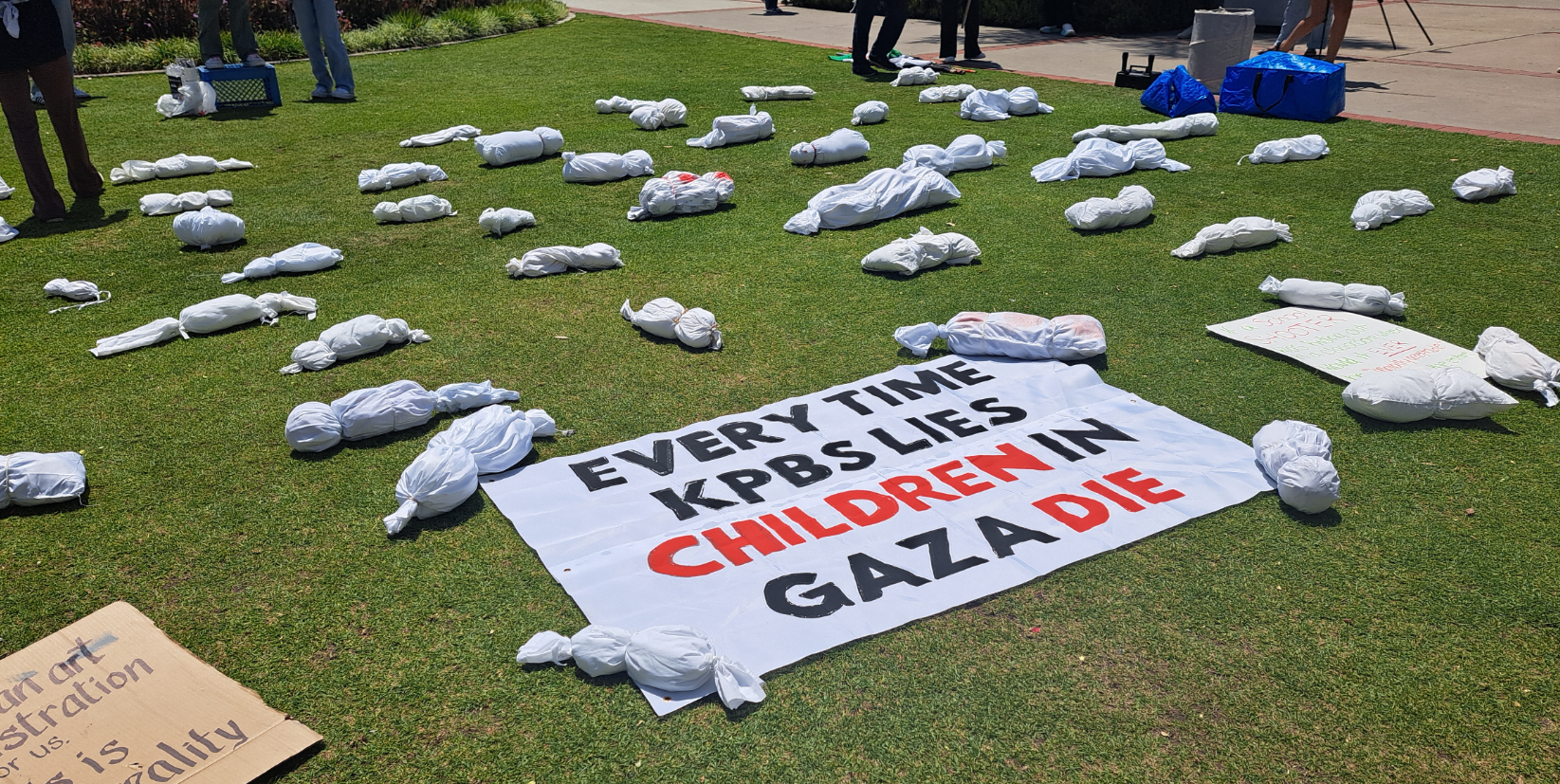
فن احتجاجي في حرم جامعة ولاية سان دييغو

### سان فرانسيسكو
في 29 أبريل تم إنشاء مخيم في ساحة مالكولم إكس بلازا في جامعة سان فرانسيسكو الحكومية. وفي 13 مايو أعلن الرئيس لين ماهوني: "سوف ندعم إضافة استراتيجية استثمارية قائمة على حقوق الإنسان، بما في ذلك سحب الاستثمارات المباشرة في شركات تصنيع الأسلحة والحد من مثل هذه الاستثمارات غير المباشرة الأخرى". ثم بدأ الطلاب في تفكيك المخيم الذي كان عمره خمسة عشر يومًا.

### سان هوزيه

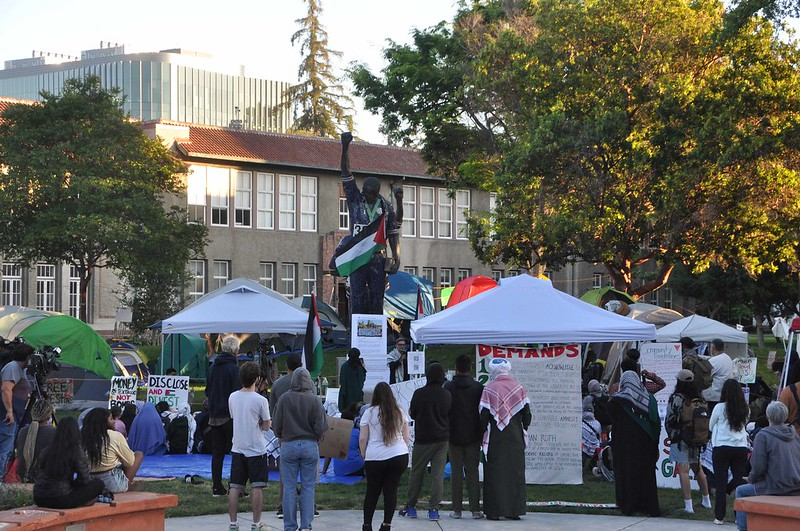
مخيم محاط "بتحية النصر" في سان هوزيه

في 24 أبريل، بدأت الاحتجاجات المؤيدة لمقاطعة شركات وادي السيليكون التي "تساعد في انتهاكات حقوق الإنسان في فلسطين وفقًا لما تمليه حركة المقاطعة وسحب الاستثمارات وفرض العقوبات (BDS)" في جامعة سان هوزيه الولائية. واعتمد المجلس الطلابي هذا الإجراء بالإجماع. واستمرت الاحتجاجات في الحرم الجامعي،  وفي 13 مايو تم إنشاء مخيم على العشب حول تمثال تحية النصر. وكان من مطالب المخيم إقالة أستاذ التاريخ جوناثان روث بعد مشاجرة جسدية بينه وبين متظاهر مؤيد لفلسطين في فبراير 2024. وفي 14 مايو تواصلت الجامعة مع المتظاهرين بشأن مطالبهم لكنها أكدت أنه يجب تفكيك المخيم قبل بدء الاختبارات النهائية في 15 مايو.
في 21 مايو، التقى المتظاهرون برئيسة الجامعة سينثيا تينينتي ماتسون ونائب الرئيس المؤقت لشؤون الطلاب ماري فوينتيس مارتن لمناقشة مطالب المتظاهرين. واقترحت تينينتي ماتسون إنشاء مجلس استشاري طلابي يتألف من طلاب من المنظمات الطلابية في الشرق الأوسط، والذي سيعمل مع أعضاء هيئة التدريس لمعالجة المخاوف المتعلقة بالشراكات الجامعية مع إسرائيل. وبعد هذه المحادثات، تم تفكيك المخيم في 23 مايو.

### سونوما
في السادس والعشرين من أبريل، نصبت الخيم في جامعة سونوما الحكومية في روهنرت بارك ضمن مخيم منظّم من قِبل جمعية الطلاب من أجل العدالة في فلسطين. وفي الرابع عشر من مايو، قابل رئيس الجامعة "مينغ تونغ مايك لي"، المتظاهرين واستمع لمطالبهم بالموافقة على سحب الاستثمارات في إسرائيل. وأدلى أيضا بتصريح مفاده بأن الجامعة لن تشارك في أية برامج دراسية في الخارج، أو تبادلات لأعضاء هيئة التدريس، أو تعاونات رسمية أخرى ترعاها أو تمثّل مؤسسات البحث العلمي والأكاديميّة الإسرائيليّة. ومع ذلك ففي الخامس عشر من الشهر ذاته، وضع في إجازة وأُوقِفَ عن العمل بتهمة عصيانه واستخفافه بالإعلان الصادر دون الحصول على الموافقات اللازمة، وفقًا لمستشار الاتحاد الاجتماعي المسيحي ميلدريد جارسيا.

## كليات كليرمونت
في الخامس من أبريل عام 2024، شهدت كلية بومونا، إحدى كليات اتحاد كلاريمونت، تصعيدًا في حدة الاحتجاجات الطلابية. فبعد تفكيك أحد المخيمات الاحتجاجية، قام 19 طالبًا باقتحام مكتب رئيس الكلية، مما أثار موجة من الاحتجاجات والإدانات.
ولم تهدأ وتيرة الاحتجاجات، حيث نُظمت ثلاث مظاهرات متزامنة في ثلاث من كليات كلاريمونت في 27 أبريل، بالتزامن مع فعاليات تخريج الطلبة. ففي العاشرة صباحًا، قام حوالي 36 متظاهرًا بمقاطعة خطاب ألقته هارييت نيمبهارد، رئيسة كلية هارفي مود. ثم شكل ما يقارب 50 متظاهرًا حصارًا بشريًا خلال العرض العسكري الذي أُقيم في كلية بومونا. وبعد ذلك بنحو نصف ساعة، تم نصب مخيم احتجاجي جديد في كلية بيتزر بالتزامن مع مهرجان للموسيقى والطعام. وقد تم فض هذا المخيم في الخامس من مايو بعد أن وافقت إدارة الكلية على مشاركة معلومات حول استثمارات المؤسسة. وفي اليوم التالي تم نصب مخيم آخر في كلية بومونا.
ونظرًا لمخاوف من حدوث اضطرابات محتملة من قبل المتظاهرين خلال حفل التخرج،  قررت إدارة كلية بومونا نقل الحفل إلى قاعة شراين أوديتوريوم في لوس أنجلوس، وعندما حاول المتظاهرون الوصول إلى قاعة الحفل، تصدت لهم قوات الشرطة والأمن وفرقتهم بالقوة.

## مدارس خاصة

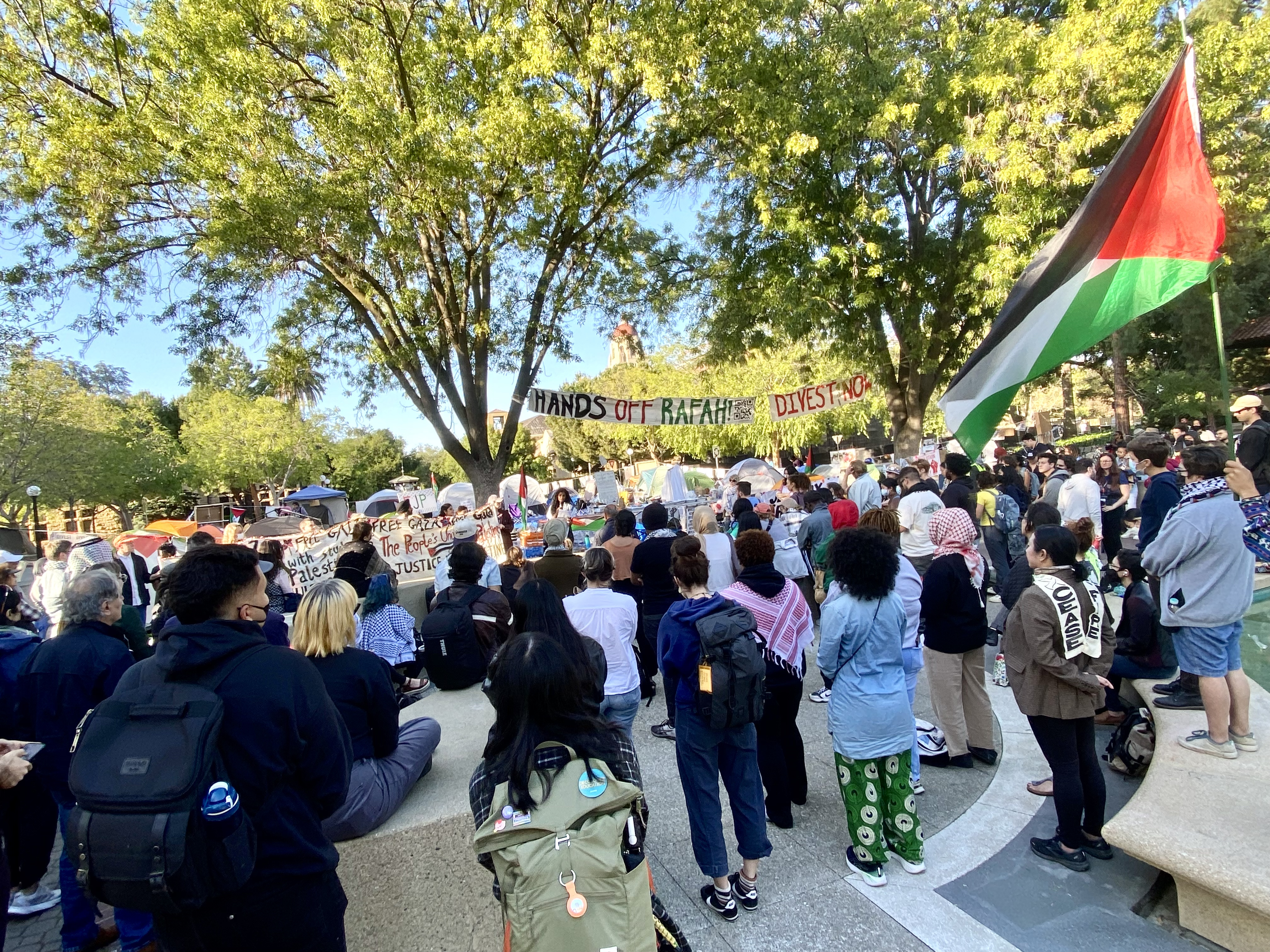
مظاهرة مؤيدة لفلسطين ومخيمًا في جامعة ستانفورد

شهدت العديد من الجامعات والمؤسسات التعليمية الأمريكية موجة من الاحتجاجات والتظاهرات. فقد نُظِّمَتْ احتجاجات في كلية أوتيس للفنون والتصميم في لوس أنجلوس في 26 أبريل. كما تم تنظيم اعتصام احتجاجي خارج مبنى خدمات الطلاب في معهد كاليفورنيا للتقانة في 29 أبريل. وفي الأول من مايو شهدت جامعة سان دييغو إضرابًا. وفي 2 مايو تم إنشاء مخيم في جامعة تشابمان.
وفي 8 مايو وافق رئيس معهد كاليفورنيا للفنون على مناقشات سحب الاستثمارات بعد أن حصل التماس على أكثر من 1000 توقيع.

### لويولا ماريماونت
وفي 15 أبريل، بدأت الاحتجاجات في جامعة لويولا ماريماونت بعد أن استخدم مجلس الطلاب المنتسبين فيها حق النقض ضد قانون داخلي كان من شأنه مقاطعة الشركات التي يعتقد أنها تدعم إسرائيل. واستمرت هذه الاحتجاجات حتى افتتاح الجامعة في 4 مايو.

### ستانفورد
في 25 أبريل تم إنشاء مخيم في جامعة ستانفورد،  وشارك نحو 450 متظاهرًا في مسيرة واعتصام ومخيم نظمته "جامعة ستانفورد ضد الفصل العنصري في فلسطين (SAAP)". وهو التحالف الذي أسسه الطلاب بعد أن قامت الجامعة في فبراير بفض اعتصام احتجاجي استمر 120 يومًا.
في 12 مايو، لوّح حشد من حوالي 2000 متظاهر مؤيد لإسرائيل بالعلم واستمعوا إلى متحدثين من العديد من الأديان فيما أطلق عليه "تجمع بين الأديان" ضد معاداة السامية والإرهاب بالقرب من المخيمات. وكانت المظاهرة من تنظيم منظمة طلابية يهودية تدعى "نادي لاشيم". وفي المقابل، نظم منظمو التحالف ضد الفصل النصري مسيرة احتجاجية مضادة، حيث زعموا أن المسيرة الأخرى كانت تهدف إلى تخويف المخيم. وقامت شرطة جامعة ستانفورد ونواب عمدة مقاطعة سانتا كلارا بفصل المجموعتين.

### جامعة سان فرانسيسكو
في 29 أبريل حضر حوالي 600 متظاهر مسيرة وساروا حول الحرم الجامعي. بعد ذلك، أنشأ الطلاب في جامعة سان فرانسيسكو مخيمًا تضامنيًا أطلقوا عليه اسم "مخيم غزة الشعبي" للمطالبة بسحب الاستثمارات من عمليات الإبادة الجماعية. في 14 مايو أصدر مسؤولو الجامعة إنذارًا نهائيًا للمخيم بالمغادرة أو مواجهة التأديب، وكانت لا تزال في المخيم حوالي 50 خيمة. ووافقت الجامعة على العديد من مطالب الطلاب إلا أن الطلاب لم يقوموا بتفكيك المخيم عندما جاء الموعد النهائي.

### أوكسيدنتال
شهد حرم كلية أوكسيدنتال في إيغل روك تظاهرات واحتجاجات مماثلة،  حيث قام أكثر من مئة طالب بإقامة مخيم قبالة مبنى الإدارة المركزية آرثر جي كونز، وأضحوا هناك حتى تلبى الإدارة مطالبهم المتمثلة في إيقاف الهجمات الدموية وسحب الاستثمارات من إسرائيل. وفي السابع من مايو صوت مجلس الأمناء لصالح مطالب المتظاهرين.

### كلية سانت ماري
شهدت كلية سانت ماري احتلال مقر كنيسة صغيرة في كلية سانت ماري بكاليفورنيا من قبل تظاهرة وإضراب عن الطعام قامت بتنظيمهما جمعية الطلبة من أجل العدالة في فلسطين، وهو ما أدى إلى إعلان متحدث باسم الكلية التوصل إلى اتفاق مع المتظاهرين وإنهاء الاحتلال طواعية بتاريخ السادس عشر من مايو.

### جامعة جنوب كاليفورنيا
أثارت جامعة جنوب كاليفورنيا الجدل بإلغاء خطاب التخرج الذي كان من المقرر أن تلقيه طالبة مؤيدة للقضية الفلسطينية، مشيرة إلى ضرورة "الحفاظ على سلامة وأمن الحرم الجامعي" بعد أن اتهمتها الجماعات المؤيدة لإسرائيل بمعاداة السامية. وواجه هذا القرار انتقادات المنظمات الطلابية، بما فيها فريق التحرير التابع لصحيفة الطلاب في جامعة جنوب كاليفورنيا،  ودفع ذلك إلى تصاعد الاحتجاجات ومحاولة الطلاب إقامة مخيم،  مما أسفر عن اعتقال ثلاثة وتسعين شخصًا في الليلة ذاتها، وتعرض أحدهم للاعتداء بالسلاح، لكن لحسن الحظ لم تقع أية إصابات. ولاحقًا اضطرت الجامعة لإلغاء العديد من محاضرات الضيوف والبدء الدراسي بشكل عام نتيجة لمخاوف أمنية.

## الجامعات اليسوعية

### سانتا كلارا
تظاهر طلاب جامعة سانتا كلارا سلميًا من أجل غزة، مع التركيز على تثقيف مجتمعهم حول الوضع، ومطالبة الجامعة بوقف أي استثمارات محتملة تدعم إسرائيل. يأتي الحدث وسط توترات متزايدة في الجامعات في جميع أنحاء البلاد، مما دفع المنظمين والمسؤولين إلى إعطاء الأولوية للحوار السلمي مع الحفاظ على بيئة آمنة لجميع الطلاب. وقد تضمن الحدث متحدثين طلابًا وأعضاء هيئة تدريس وممثلين عن منظمات مختلفة، مما يسلط الضوء على أهمية التضامن والعمل من أجل التغيير.

## كليات المجتمع
في 7 مايو، نظم طلاب وأعضاء هيئة التدريس في كلية ديابلو فالي مظاهرة احتجاجية،  تلاها مظاهرة مماثلة في كلية مدينة سان دييغو، حيث سار المشاركون في مسيرة رمزية انتهت بتسليم عريضة إلى إدارة كلية مدينة سان دييغو، مطالبين بوقف تقديم منتجات ستاربكس داخل الحرم الجامعي. وفي 17 مايو، نظم طلاب كلية مدينة سانتا باربرا احتجاجًا مماثلًا. وفي 2 مايو نظم طلاب كلية سانتا روزا جونيور مظاهرة احتجاجية تضامنية أيضًا.

## أنظر أيضا
- قائمة الاحتجاجات المؤيدة للفلسطينيين في الجامعات في الولايات المتحدة عام 2024
- احتجاجات جورج فلويد في كاليفورنيا
- أعمال شغب لوس أنجلوس 1992